# John Jay Knox Jr.
John Jay Knox Jr, né le 19 mars 1828 et mort le 9 février 1892 est un financier américain et un fonctionnaire du gouvernement. Il est connu comme l'un des principaux auteurs du Coinage Act of 1873, qui a mis fin à l'utilisation du dollar en argent.
Knox est contrôleur de la monnaie de 1872 à 1884. Défenseur d'une monnaie uniforme pour les banques nationales du pays, son portrait figurait sur l'avers des billets de 100 dollars américains de la série de 1902.

## Biographie
John Jay Knox Jr. naît le 19 mars 1828 à Knoxboro, dans l'État de New York, actuellement une partie de la ville d'Augusta. Il est le fils de Sarah Ann (née Curtis) Knox (1794-1875) et de John J. Knox Sr (1791-1876), un commerçant et président de banque, et était lui-même l'éponyme de Knoxboro,.
Il fréquente le Hamilton College de Clinton, dans l'État de New York, dont il est diplômé en 1849.

## Carrière professionnelle
Après avoir obtenu son diplôme, il travaille dans la banque dont son père est président banque, comme caissier pendant deux ans avant de rejoindre une banque à Syracuse, où il est employé pendant quatre années, puis dans d'autres emplois dans le secteur bancaire, notamment à Binghamton, New York et Norfolk, en Virginie.

### Banquier privé
En 1857, peu avant que le Minnesota ne soit rejoigne les États-Unis, Knox et son frère, Henry M. Knox, fondent leur propre établissement bancaire dans la ville de St. Paul. John Jay Knox y restera pendant six ans.
Knox est un partisan du système de banques nationales proposé par le secrétaire du Trésor américain Salmon P. Chase et contribue au débat sur les banques nationales, en préconisant des billets sûrs et convertibles d'un type uniforme pour toutes les banques nationales, garantis par des obligations d'État. Il est l'auteur de deux articles sur la question, publiés dans le Hunt's Merchants' Magazine en 1861 et 1862, qui ont été remarqués par le secrétaire Chase. Chase recrutant Knox au service du département du Trésor en 1863.

### Fonctionnaire
Durant son activité au département du Trésor, pendant les dernières années de la guerre de Sécession, Knox est chargé en 1866 de la correspondance de la Monnaie et des pièces de monnaie. Il est l'auteur d'un rapport sur la Monnaie de San Francisco en 1866. La même année, il fait un second rapport, concernant un détournement de fonds de 1,1 million$ à la Monnaie de la Nouvelle-Orléans — le plus grand détournement de ce type dans l'histoire du gouvernement américain jusqu'à cette époque.
Knox est nommé contrôleur adjoint de la Monnaie en 1867. En avril 1870, il rédige un rapport codifiant les lois sur la monnaie et la frappe de la monnaie des États-Unis, puis en juin 1870 un autre rapport recueillant les opinions des employés de la Monnaie et des experts financiers et prévoyant une législation visant à éliminer le dollar en argent de la circulation. La proposition de Knox a été adoptée après quelques amendements sous la forme du Coinage Act of 1873 — un événement qui a déclenché une chute rapide du prix de l'argent et qui a inauguré une ère d'âpres débats sur la monnaie qui a dominé le paysage politique pendant la majeure partie de trois décennies.
Le président Ulysses S. Grant le promeut au poste de contrôleur de la monnaie en 1872. Il est reconduit dans ses fonctions pour un second mandat de cinq ans par le président Rutherford B. Hayes en 1877, et pour un troisième mandat par le président Chester A. Arthur en 1882.
Le 1er mai 1884, Knox devient président de la Banque nationale de la République à New York, après 17 ans de service au bureau du contrôleur financier, sur près de 22 ans au département du Trésor, ce qui faisait de lui l'agent ayant le plus longtemps servi dans ce département.

## Vie privée
Knox est marié à Caroline Elizabeth Todd (1847-1922), fille d'Elizabeth Irving (née Gilliss) Todd et de William Balch Todd, directeur de la Banque de la Métropole. Ils étaient les parents de : 
- John Jay Knox (1874-1875), qui est mort en bas âge ;

- John Jay Knox III (1877-1913), qui est mort à Colorado Springs[8] ;

- Irving Gilliss Knox (1879-1921)[9], diplômé de l'université de Yale, qui devient membre de L.F. Rothschild & Co. à New York[10] ;

- Herman Warren Knox (1882-1931), ancien secrétaire de la Texas and Pacific Oil Company[11].

Knox meurt chez lui à New York le 9 février 1892,, à 63 ans. Il est inhumé au cimetière d'Oak Hill à Washington,. Sa veuve est décédée en 1922 alors qu'elle était présidente du Women's Board de l'hôpital pour bébés.